# Burgl Helbich-Poschacher
Burgl Helbich-Poschacher, geb. Wilburgis Poschacher, (* 16. Juli 1929 in Mauthausen; † 21. Jänner 2010 in Wien) war eine österreichische Unternehmerin und Gründerin, langjährige Präsidentin und schließlich Ehrenpräsidentin des AIDS-Dienst Malteser (ADM).

## Leben
Burgl Helbich-Poschacher stammt aus der Mauthausner Steindynastie der Poschachers, heiratete den Linzer Steinmetz und späteren Politiker Leopold Helbich. 1974 war sie Mitbegründerin des Poschacher Baustoffhandels. Aus der Ehe mit Leopold Helbich stammen drei Kinder. Die Söhne Anton und Leonhard übernahmen Führungsfunktionen im Familienunternehmen.
Im Souveränen Malteserorden, in den sie 1972 aufgenommen wurde, engagierte sich in der Betreuung von Alten und Kranken. Eine Begegnung mit einem jungen Obdachlosen, der an AIDS erkrankt war, am Salzburger Mozartsteg im Juli 1992 führte zu ihrem Einsatz für Menschen mit HIV und AIDS. Sie knüpfte Kontakte zum Otto-Wagner-Spital und zum Institut für Arbeits- und Sozialmedizin der Universität Wien und entwickelte gemeinsam mit Fachleuten und Ärzten ein Konzept zur umfassenden Betreuung AIDS-Kranker. Gegen Widerstände der österreichischen Ordensleitung setzte sie die Gründung des AIDS-Dienst Malteser durch. Sie begleitete und betreute selbst zahlreiche Betroffene, förderte aktiv die Gründung des Wiener Hauskrankenpflegedienstes HIV-mobil und unterstützte das Obdachlosenprojekt Lighthouse Wien für HIV-Positive. Sie reiste regelmäßig nach Südafrika und unterstützte und beriet dort das Hilfswerk Brotherhood of Blessed Gérard des Missionsbenediktiners Gerhard Lagleder.

## Zitat
„Die Not und Einsamkeit der meist jungen Patienten, die soziale Ausgrenzung und vermeintliche Gottverlassenheit waren unser Antrieb. Die Panikmache der Medien, verbunden mit der verständlichen Angst der Gesellschaft, man könnte angesteckt werden, sowie das vorschnelle Urteil, der Lebenswandel der Betroffenen sei deren eigene Schuld, machte die Situation der Kranken noch schwerer. Doch sind Vorurteile und Angst die falschen Ratgeber AIDS zu begegnen.“

## Auszeichnungen
- Goldenes Ehrenzeichen für Verdienste um die Republik Österreich
- Ernennung zur Magistral-Großkreuz-Dame des Malteserordens[2]
- Florianpreis für Zivilcourage[8]
- Ehrenmitglied des Lighthouse Wien